# A Real Madrid CF 2004–2005-ös szezonja
A Real Madrid CF 2004–2005-ös szezonja a csapat 101. idénye volt fennállása óta, sorozatban a 74. a spanyol első osztályban.

## Mezek
Gyártó: Adidas/
mezszponzor: Siemens Mobile
| Hazai |  | Vendék |  | Harmadik |

## Játékos keret
| #  |     | Poszt | Név                |
| -- | --- | ----- | ------------------ |
| 1  | ESP | K     | Iker Casillas      |
| 2  | ESP | V     | Míchel Salgado     |
| 3  | BRA | V     | Roberto Carlos     |
| 5  | FRA | KP    | Zinedine Zidane    |
| 6  | ESP | V     | Iván Helguera      |
| 7  | ESP | CS    | Raúl (C)           |
| 8  | ESP | KP    | Borja              |
| 9  | BRA | CS    | Ronaldo            |
| 10 | POR | KP    | Luís Figo          |
| 11 | ENG | CS    | Michael Owen       |
| 13 | ESP | K     | César Sánchez      |
| 14 | ESP | KP    | Guti (helyettes-C) |
| 15 | ESP | V     | Raúl Bravo         |
| 16 | DEN | KP    | Thomas Gravesen    |

| #  |     | Poszt | Név               |
| -- | --- | ----- | ----------------- |
| 18 | ENG | V     | Jonathan Woodgate |
| 19 | ARG | V     | Walter Samuel     |
| 20 | ESP | KP    | Albert Celades    |
| 21 | ARG | KP    | Santiago Solari   |
| 22 | ESP | V     | Francisco Pavón   |
| 23 | ENG | KP    | David Beckham     |
| 24 | ESP | V     | Álvaro Mejía      |
| 25 | ESP | K     | Diego López       |
| 27 | ESP | V     | Álvaro Arbeloa    |
| 28 | ESP | V     | Miguel Palencia   |
| 31 | ESP | KP    | Rubén de la Red   |
| 32 | ESP | KP    | Juanfran          |
| 35 | ESP | V     | Javi García       |
| 43 | ESP | KP    | Jotha             |

### Kölcsönben
| #  |     | Poszt | Név                                            |
| -- | --- | ----- | ---------------------------------------------- |
| 8  | ESP | CS    | Fernando Morientes (kölcsönben a Liverpoolnál) |
| 17 | ESP | CS    | Javier Portillo (kölcsönben a Fiorentinánál)   |

| #  |     | Poszt | Név                                             |
| -- | --- | ----- | ----------------------------------------------- |
| 34 | ESP | KP    | Diego León (kölcsönben az Arminia Bielefeldnél) |

## Góllövőlista

### La Liga
- Ronaldo 21
- Michael Owen 13
- Raúl 9
- Zinedine Zidane 6
- David Beckham 4

### Összesen
- Ronaldo 24

## Átigazolások

### Érkezők
| Mezszám | Poz. | Nemzet   | Név               | Kor | EU          | Honnan           | Szerződés megnevezése | Átigazolási időszak | Szerződés vége | Átigazolás összege | Forrás |
| ------- | ---- | -------- | ----------------- | --- | ----------- | ---------------- | --------------------- | ------------------- | -------------- | ------------------ | ------ |
| 19      | V    | argentin | Walter Samuel     | 26  | EU-n kívüli | Roma             | átigazolás            | nyár                | 2005           | 24M €              |        |
| 18      | V    | angol    | Jonathan Woodgate | 24  | EU          | Newcastle United | átigazolás            | nyár                | 2007           | 20M €              |        |
| 11      | CS   | ENG      | Michael Owen      | 24  | EU          | Liverpool        | átigazolás            | nyár                | 2005           | 12M €              |        |
| 16      | KP   | DEN      | Thomas Gravesen   | 25  | EU          | Everton          | átigazolás            | tél                 | 2006           | 3.5M €             |        |

Összes kiadás: 59.5M €

### Távozók
| Mezszám | Poszt | Nemzet | Név | Kor | EU | Hová | Szerződés megnevezés | Ár |
| ------- | ----- | ------ | --- | --- | -- | ---- | -------------------- | -- |
|         |       |        |     |     |    |      |                      |    |

Összes bevétel:  0M €

## La Liga
Győzelem
      Döntetlen
      Vereség
| Forduló | Ellenfél               | H/V | Eredmény |
| ------- | ---------------------- | --- | -------- |
| 1       | Mallorca               | V   | 0–1      |
| 2       | Numancia               | H   | 1–0      |
| 3       | Espanyol               | V   | 1–0      |
| 4       | Osasuna                | H   | 1–0      |
| 5       | Athletic Bilbao        | V   | 2–1      |
| 6       | Deportivo de La Coruña | H   | 0–1      |
| 7       | Betis                  | V   | 1–1      |
| 8       | Valencia               | H   | 1–0      |
| 9       | Getafe                 | H   | 2–0      |
| 10      | Málaga                 | V   | 0–2      |
| 11      | Albacete               | H   | 6–1      |
| 12      | Barcelona              | V   | 3–0      |
| 13      | Levante                | H   | 5–0      |
| 14      | Villarreal             | V   | 0–0      |
| 15      | Sociedad               | H   | 2–1      |
| 16      | Racing Santander       | H   | 2–3      |
| 17      | Sevilla                | H   | 0–1      |
| 18      | Atlético Madrid        | V   | 0–3      |
| 19      | Zaragoza               | H   | 3–1      |

| Forduló | Ellenfél               | H/V | Eredmény |
| ------- | ---------------------- | --- | -------- |
| 20      | Mallorca               | H   | 3–1      |
| 21      | Numancia               | V   | 1–2      |
| 22      | Espanyol               | H   | 4–0      |
| 23      | Osasuna                | V   | 1–2      |
| 24      | Athletic Bilbao        | H   | 0–2      |
| 25      | Deportivo de La Coruña | V   | 2–1      |
| 26      | Betis                  | H   | 3–1      |
| 27      | Valencia               | V   | 1–1      |
| 28      | Getafe                 | V   | 2–1      |
| 29      | Málaga                 | H   | 1–1      |
| 30      | Albacete               | V   | 1–2      |
| 31      | Barcelona              | H   | 4–2      |
| 32      | Levante                | V   | 0–2      |
| 33      | Villarreal             | H   | 2–1      |
| 34      | Sociedad               | V   | 0–2      |
| 35      | Racing Santander       | H   | 5–0      |
| 36      | Sevilla                | V   | 2–2      |
| 37      | Atlético Madrid        | H   | 0–0      |
| 38      | Zaragoza               | V   | 1–3      |

## Spanyol kupa
A legjobb 16 között
| 2005. január 13. 22:00 |

| Valladolid | 0–0         | Real Madrid |
| ---------- | ----------- | ----------- |
|            | Jegyzőkönyv |             |

| Estadio José Zorrilla, Valladolid, Valladolid (tartomány) Nézőszám: 13,000 Játékvezető: Alfonso Pino Zamorano |

| 2005. január 19. 21:30 |

| Real Madrid | 1–1         | Valladolid    |
| ----------- | ----------- | ------------- |
| Owen 48'    | Jegyzőkönyv | Xavi Moré 77' |

| Santiago Bernabéu Stadion, Madrid Nézőszám: 45,000 Játékvezető: Eduardo Iturralde González |

## Bajnokok ligája

### B csoport
| Csapat           | M | Gy | D | V | G+ | G– | Gk  | P  |
| ---------------- | - | -- | - | - | -- | -- | --- | -- |
| Bayer Leverkusen | 6 | 3  | 2 | 1 | 13 | 7  | +6  | 11 |
| Real Madrid      | 6 | 3  | 2 | 1 | 11 | 8  | +3  | 11 |
| Dinamo Kijiv     | 6 | 3  | 1 | 2 | 11 | 8  | +3  | 10 |
| AS Roma          | 6 | 0  | 1 | 5 | 4  | 16 | −12 | 1  |

|                  | RM  | ROM | LEV | DK  |
| ---------------- | --- | --- | --- | --- |
| Real Madrid      |     | 4–2 | 1–1 | 1–0 |
| AS Roma          | 0–3 |     | 1–1 | 0–3 |
| Bayer Leverkusen | 3–0 | 3–1 |     | 3–0 |
| Dinamo Kijiv     | 2–2 | 2–0 | 4–2 |     |

| 2004. szeptember 15. 20:45 |

| Bayer Leverkusen                      | 3–0               | Real Madrid |
| ------------------------------------- | ----------------- | ----------- |
| Krzynówek 40' França 50' Berbatov 55' | (1–0) Jegyzőkönyv |             |

| BayArena, Leverkusen Játékvezető: Graham Poll (angol) |

| 2004. szeptember 28. 20:45 |

| Real Madrid                                                  | 4–2               | AS Roma                 |
| ------------------------------------------------------------ | ----------------- | ----------------------- |
| Raúl 39' 72' Figo 53' (11-esből) Roberto Carlos da Silva 79' | (1–2) Jegyzőkönyv | De Rossi 3' Cassano 21' |

| Santiago Bernabéu Stadium, Madrid Nézőszám: 60 000 Játékvezető: Valentin Ivanov (orosz) |

| 2004. október 19. 20:45 |

| Real Madrid | 1–0               | Dinamo Kijiv |
| ----------- | ----------------- | ------------ |
| Owen 35'    | (1–0) Jegyzőkönyv |              |

| Santiago Bernabéu Stadium, Madrid Nézőszám: 45 000 Játékvezető: Gilles Veissière (francia) |

| 2004. november 3. 20:45 |

| Dinamo Kijiv                | 2–2               | Real Madrid                  |
| --------------------------- | ----------------- | ---------------------------- |
| Yussuf 13' Verpakovskis 23' | (2–2) Jegyzőkönyv | Raúl 38' Figo 44' (11-esből) |

| Lobanovsky Dynamo Stadium, Kijev Nézőszám: 78 000 Játékvezető: Kyros Vassaras (görög) |

| 2004. november 23. 20:45 |

| Real Madrid | 1–1               | Bayer Leverkusen |
| ----------- | ----------------- | ---------------- |
| Raúl 70'    | (0–1) Jegyzőkönyv | Berbatov 36'     |

| Santiago Bernabéu Stadium, Madrid Nézőszám: 65 000 Játékvezető: Alain Hamer (luxemburgi) |

| 2004. december 8. 20:45 |

| AS Roma | 0–3               | Real Madrid                        |
| ------- | ----------------- | ---------------------------------- |
|         | (0–1) Jegyzőkönyv | Ronaldo 9' Figo 60' (11-esből) 82' |

| Olimpiai Stadion, Róma Nézőszám: zárt kapuk Játékvezető: René Temmink (holland) |

### 1. mérkőzések
Az időpontok közép-európai idő/közép-európai nyári idő szerint értendők.
| 2005. február 22. 20:45 |

| Real Madrid  | 1–0               | Juventus |
| ------------ | ----------------- | -------- |
| Helguera 31' | (1–0) Jegyzőkönyv |          |

| Santiago Bernabéu Stadium, Madrid Nézőszám: 75 000 Játékvezető: Ľuboš Micheľ (szlovák) |

| 2005. március 9. 20:45 |

| Juventus                    | 2–0 (h. u.)                 | Real Madrid |
| --------------------------- | --------------------------- | ----------- |
| Trezeguet 75' Zalayeta 116' | (0–0, 1–0, 1–0) Jegyzőkönyv |             |

| Stadio delle Alpi, Torino Nézőszám: 68 850 Játékvezető: Markus Merk (német) |

## Végeredmény
| #  | Csapat                    | M  | Gy | D  | V  | RG | KG | GK  | P  |
| -- | ------------------------- | -- | -- | -- | -- | -- | -- | --- | -- |
| 1  | FC Barcelona              | 38 | 25 | 9  | 4  | 73 | 29 | +44 | 84 |
| 2  | Real Madrid CF            | 38 | 25 | 5  | 8  | 71 | 32 | +39 | 80 |
| 3  | Villarreal CF             | 38 | 18 | 11 | 9  | 69 | 37 | +32 | 65 |
| 4  | Real Betis Balompié       | 38 | 16 | 14 | 8  | 62 | 50 | +12 | 62 |
| 5  | RCD Espanyol              | 38 | 17 | 10 | 11 | 54 | 46 | +8  | 61 |
| 6  | Sevilla                   | 38 | 17 | 9  | 12 | 44 | 41 | +3  | 60 |
| 7  | Valencia CF               | 38 | 14 | 16 | 8  | 54 | 39 | +15 | 58 |
| 8  | RC Deportivo de La Coruña | 38 | 12 | 15 | 11 | 46 | 50 | -4  | 51 |
| 9  | Athletic Club             | 38 | 14 | 9  | 15 | 59 | 54 | +5  | 51 |
| 10 | Málaga CF                 | 38 | 15 | 6  | 17 | 40 | 48 | -8  | 51 |
| 11 | Atlético de Madrid        | 38 | 13 | 11 | 14 | 40 | 34 | +6  | 50 |
| 12 | Real Zaragoza             | 38 | 14 | 8  | 16 | 52 | 57 | -5  | 50 |
| 13 | Getafe CF                 | 38 | 12 | 11 | 15 | 38 | 46 | -8  | 47 |
| 14 | Real Sociedad             | 38 | 13 | 8  | 17 | 47 | 56 | -9  | 47 |
| 15 | CA Osasuna                | 38 | 12 | 10 | 16 | 46 | 65 | -19 | 46 |
| 16 | Racing de Santander       | 38 | 12 | 8  | 18 | 41 | 58 | -17 | 44 |
| 17 | RCD Mallorca              | 38 | 10 | 9  | 19 | 42 | 63 | -21 | 39 |
| 18 | Levante UD                | 38 | 9  | 10 | 19 | 39 | 58 | -19 | 37 |
| 19 | CD Numancia               | 38 | 6  | 11 | 21 | 30 | 61 | -31 | 29 |
| 20 | Albacete Balompié         | 38 | 6  | 10 | 22 | 33 | 56 | -23 | 28 |

|  | Bajnokok Ligája csoportkör      |
|  | Bajnokok Ligája 3. selejtezőkör |
|  | UEFA-kupa                       |
|  | Intertotó-kupa                  |
|  | Kiesett                         |

## Külső hivatkozások
- Hivatalos weboldal